# Laminés marchands européens
La société Laminés marchands européens est une laminerie, créée en 1875 à Trith-Saint-Léger, près de Valenciennes, sous le nom de son fondateur : « Maison César Sirot ». 
Elle s'est développée rapidement au cours du XXe siècle sous la direction d'Albert Alnot (gendre de César Sirot), et devient Métalescaut en 1899. Elle est dirigée en 1929 par Charles Sirot (fils de César Sirot). Depuis 1959 sous la direction de Pierre Sirot (fils de Charles Sirot), elle entre en 1975 dans le groupe Usinor. Trois ans plus tard, un nouveau laminoir, de type train de 320, est mis en service. Le parachèvement automatisé du laminoir est installé en 1979. L'année suivante a vu la construction de l'aciérie électrique sur une superficie de trente hectares, le long de l'autoroute Paris-Bruxelles (A2). Il s'agit alors de la première aciérie au monde à élaborer son acier dans un four électrique à courant continu, prévu à l'origine pour des coulées de 63 tonnes. Le groupe Unimétal, producteur de la branche aciers longs du groupe Usinor Sacilor, prend le contrôle de la quasi-totalité du capital de la société Métalescaut.
En 1988 est créée la société « Laminés marchand européens », plus connue sous le sigle LME, par les groupes sidérurgiques Usinor Sacilor – Unimétal, Cockerill-Sambre et Arbed. D'autres investissements sont effectués en 1991, avec l'installation d'une cercleuse, machine automatique qui permet de poser des liens de manutention au laminoir, et de l'enfournement en continu des ferrailles dans le four électrique de l'aciérie. LME est absorbée par la SME (Société métallurgique de l'Escaut) avec effet au 1er janvier 1993. La nouvelle entité reprend le nom de « Laminés marchands européens ». Le 28 octobre 1993, les Laminoirs du Ruau, à Charleroi (Belgique), et la société « Train à laminés marchands » (TLM), à Esch-sur-Alzette (Luxembourg), sont devenues filiales à 100 % de LME. L'entreprise est privatisée le 2 juin 1994, avec une prise de participation majoritaire du groupe italien Beltrame.

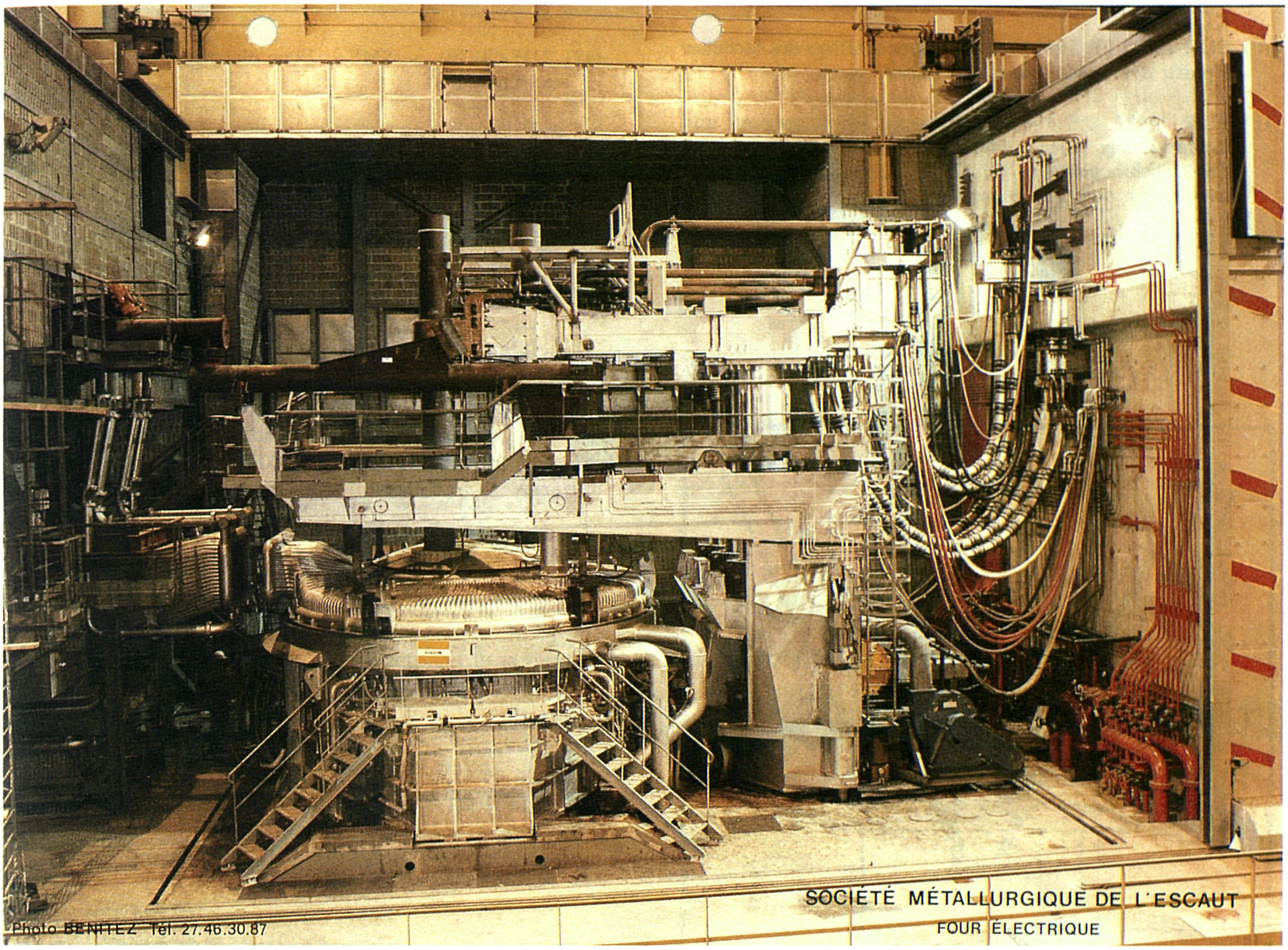
Four électrique 80 t / 70 MW, de la nouvelle aciérie de la Société Métallurgique de l'Escaut (SME) à Trith-Saint-Léger. Ce four, démarré vers 1986, comporte 3 électrodes, pour passer en courant alternatif si le courant continu ne donne pas satisfaction.

Les groupes Usinor et Cockerill sont sortis de l'actionnariat de LME en 1997. La nouvelle répartition s'établit dès lors à 66 % par le groupe Beltrame et à 34 % par Arbed. En 1999, la gamme de production est élargie grâce à la production de tés et de us. À partir du mois d'avril, le régime continu est mis en place à l'aciérie, ainsi que dix-sept postes au laminoir, à la suite du passage aux 35 heures. Le train en billettes de 140 est exploité également la même année. En 2001, la marche en continu du laminoir de Trith-Saint-Léger est mise en place, et un deuxième laminoir à petits produits (TPP) est construit. En 2002, le TPP est mis en service. En 2007, d'importants travaux sont prévus à l'aciérie et au T320, pour accroître la production et pour produire de nouveaux types de laminés marchands.
En effet, en 2007, l'aciérie s'est vue dotée d'un nouveau four, de marque Tagliaferi, à courant alternatif cette fois et d'une capacité de 120T, d'un nouveau pont Almici de 230T et d'un revamping de la coulée continue (modifications des lignes pour les adapter à des formats de billettes plus importants, extension du refroidissoir...).